# Patrick Calcagni
Patrick Calcagni (* 5. Juli 1977 in Sorengo) ist ein ehemaliger Schweizer Radrennfahrer.

## Sportliche Laufbahn
Patrick Calcagni begann seine Karriere 2000 bei dem italienischen Radsportteam Vini Caldirola. Er konnte gleich in seinem ersten Jahr die Schweizer Zeitfahrmeisterschaft gewinnen. In seinem letzten Jahr (2001) bei der italienischen Equipe konnte er noch eine Etappe bei der Japan-Rundfahrt für sich entscheiden.
2005 wechselte Calcagni zum ProTeam Liquigas-Bianchi. Mit diesem nahm er 2006 zum einzigen Mal an der Tour de France teil und belegte Rang 129. Bei der Tour de Romandie 2007 konnte er die Sprinterwertung für sich entscheiden.
Auf die Saison 2008 hin wechselte er noch zum britischen Team Barloworld. Ebenfalls 2008 gewann er mit dem belgischen GP Pino Cerami sein einziges Rennen neben seinem Schweizer Meistertitel. Ende 2009 beendete Calcagni seine Karriere.

## Erfolge
1995
- Schweizer Junioren-Meister – Straßenrennen

2000
- Schweizer Meister – Einzelzeitfahren

2001
- eine Etappe Tour of Japan

2004
- Punktewertung Tour du Limousin

2008
- Grand Prix Pino Cerami